# Rally de Azores de 2021
El Rally de Azores de 2021, oficialmente 55.º Azores Rallye, fue la quincuagésimo quinta edición y la quinta ronda de la temporada 2021 del Campeonato de Europa de Rally. Se celebró del 16 al 18 de septiembre y contó con un itinerario de trece tramos sobre tierra que sumarón un total de 201,74 km cronometrados.
El ganador de la prueba fue el líder del campeonato, Andreas Mikkelsen quien consiguió su primera victoria de la temporada y su segunda victoria en este rally tras 2012. Los restantes cajones del podio fueron ocupados por los pilotos españoles, Dani Sordo en su primera participación en este rally terminó en la segunda posición y Efrén Llarena subió al podio por primera vez en la temporada al terminar tercero.

## Lista de inscritos
| Num.                     | Piloto               | Copiloto               | Automóvil               | Equipo                    |
| ------------------------ | -------------------- | ---------------------- | ----------------------- | ------------------------- |
| 1                        | Andreas Mikkelsen    | Elliott Edmondson      | Škoda Fabia Rally2 evo  | Toksport WRT              |
| 2                        | Mikołaj Marczyk      | Szymon Gospodarczyk    | Škoda Fabia Rally2 evo  | Orlen Team                |
| 3                        | Efrén Llarena        | Sara Fernández         | Škoda Fabia Rally2 evo  | Rallye Team Spain         |
| 4                        | Alexey Lukyanuk      | Alexey Arnautov        | Citroën C3 Rally2       | Saintéloc Junior Team     |
| 5                        | Norbert Herczig      | Ramón Ferencz          | Škoda Fabia Rally2 evo  | Škoda Rally Team Hungaria |
| 6                        | Dani Sordo           | Cándido Carrera        | Hyundai i20 R5          | Team MRF Tyres            |
| 7                        | Erik Cais            | Jindřiška Žáková       | Ford Fiesta Rally2      | Yacco ACCR Team           |
| 8                        | Nil Solans           | Marc Martí             | Škoda Fabia Rally2 evo  | Rallye Team Spain         |
| 9                        | Yoann Bonato         | Benjamin Boulloud      | Citroën C3 Rally2       | CHL Sport Auto            |
| 10                       | Ricardo Moura        | António Costa          | Škoda Fabia Rally2 evo  | Ricardo Moura             |
| 11                       | Umberto Scandola     | Danilo Fappani         | Hyundai i20 R5          | Hyundai Rally Team Italia |
| 12                       | Luís Rego Jr         | Jorge Henriques        | Škoda Fabia Rally2 evo  | Luís Rego Jr              |
| 14                       | Adrian Chwietczuk    | Jarosław Baran         | Škoda Fabia Rally2 evo  | Hołowczyc Racing          |
| 15                       | Luis Vilariño García | José Murado González   | Škoda Fabia Rally2 evo  | Luis Vilariño García      |
| 16                       | Rúben Rodrigues      | Estevão Rodrigues      | Citroën C3 Rally2       | Rúben Rodrigues           |
| 17                       | Benito Guerra Jr.    | Daniel Cué             | Škoda Fabia Rally2 evo  | Benito Guerra Jr.         |
| 18                       | Rafael Botelho       | Rui Raimundo           | Škoda Fabia R5          | Rafael Botelho            |
| 19                       | Pedro Antunes        | Pedro Alves            | Citroën C3 Rally2       | Play Racing               |
| 20                       | Rachele Somaschini   | Nicola Arena           | Citroën C3 Rally2       | Rachele Somaschini        |
| 21                       | Aloísio Monteiro     | Sancho Eiró            | Škoda Fabia Rally2 evo  | Aloísio Monteiro          |
| 22                       | Bruno Amaral         | Rui Medeiros           | Ford Fiesta R5          | Bruno Amaral              |
| 24                       | Dmitry Feofanov      | Normunds Kokins        | Suzuki Swift R4         | Dmitry Feofanov           |
| 25                       | Javier Pardo Siota   | Adrián Pérez Fernández | Suzuki Swift R4LLY S    | Suzuki Motor Ibérica      |
| 26                       | Joan Vinyes          | Jordi Mercader         | Suzuki Swift R4LLY S    | Suzuki Motor Ibérica      |
| 27                       | Victor Cartier       | Fabien Craen           | Toyota Yaris Rally2-Kit | Victor Cartier            |
| Fuente: ewrc-results.com |                      |                        |                         |                           |

## Itinerario
| Día                      | Tramo | Nombre                  | Distancia | Ganador de la etapa | Automóvil              | Tiempo  | Líder de la general |
| ------------------------ | ----- | ----------------------- | --------- | ------------------- | ---------------------- | ------- | ------------------- |
| Día 1 (16 de septiembre) | -     | Lagoa Stage (Shakedown) | 3.12 km   | Norbert Herczig     | Škoda Fabia Rally2 evo | 1:54.9  | -                   |
| Día 2 (17 de septiembre) | SS1   | Graminhais 1            | 24.03 km  | Ricardo Moura       | Škoda Fabia Rally2 evo | 17:19.0 | Ricardo Moura       |
| Día 2 (17 de septiembre) | SS2   | Tronqueira 1            | 21.89 km  | Alexey Lukyanuk     | Citroën C3 Rally2      | 18:26.5 | Ricardo Moura       |
| Día 2 (17 de septiembre) | SS3   | Lagoa de São Brás       | 15.96 km  | Ricardo Moura       | Škoda Fabia Rally2 evo | 12:05.1 | Ricardo Moura       |
| Día 2 (17 de septiembre) | SS4   | Graminhais 2            | 24.03 km  | Andreas Mikkelsen   | Škoda Fabia Rally2 evo | 16:44.0 | Ricardo Moura       |
| Día 2 (17 de septiembre) | SS5   | Tronqueira 2            | 21.89 km  | Dani Sordo          | Hyundai i20 R5         | 18:06.5 | Ricardo Moura       |
| Día 2 (17 de septiembre) | SS6   | Grupo Marques 1         | 4.10 km   | Andreas Mikkelsen   | Škoda Fabia Rally2 evo | 3:23.9  | Dani Sordo          |
| Día 3 (18 de septiembre) | SS7   | Coroa da Mata 1         | 11.40 km  | Andreas Mikkelsen   | Škoda Fabia Rally2 evo | 8:54.5  | Dani Sordo          |
| Día 3 (18 de septiembre) | SS8   | Feteiras 1              | 7.46 km   | Andreas Mikkelsen   | Škoda Fabia Rally2 evo | 5:39.0  | Andreas Mikkelsen   |
| Día 3 (18 de septiembre) | SS9   | Sete Cidades 1          | 24.01 km  | Dani Sordo          | Hyundai i20 R5         | 16:46.2 | Andreas Mikkelsen   |
| Día 3 (18 de septiembre) | SS10  | Grupo Marques 2         | 4.10 km   | Dani Sordo          | Hyundai i20 R5         | 3:24.6  | Dani Sordo          |
| Día 3 (18 de septiembre) | SS11  | Coroa da Mata 2         | 11.40 km  | Andreas Mikkelsen   | Škoda Fabia Rally2 evo | 8:40.3  | Andreas Mikkelsen   |
| Día 3 (18 de septiembre) | SS12  | Feteiras 2              | 7.46 km   | Andreas Mikkelsen   | Škoda Fabia Rally2 evo | 5:30.4  | Andreas Mikkelsen   |
| Día 3 (18 de septiembre) | SS13  | Sete Cidades 2          | 24.01 km  | Andreas Mikkelsen   | Škoda Fabia Rally2 evo | 16:24.1 | Andreas Mikkelsen   |
| Fuente:ewrc-results.com  |       |                         |           |                     |                        |         |                     |

## Clasificación final
| Pos.                     | Piloto               | Copiloto               | Automóvil               | Equipo                    | Tiempo    | Puntos |
| ------------------------ | -------------------- | ---------------------- | ----------------------- | ------------------------- | --------- | ------ |
| 1                        | Andreas Mikkelsen    | Elliott Edmondson      | Škoda Fabia Rally2 evo  | Toksport WRT              | 2:32:31.5 | 30+9   |
| 2                        | Dani Sordo           | Cándido Carrera        | Hyundai i20 R5          | Team MRF Tyres            | +14.8     | 24+9   |
| 3                        | Efrén Llarena        | Sara Fernández         | Škoda Fabia Rally2 evo  | Rallye Team Spain         | +1:06.5   | 21+5   |
| 4                        | Ricardo Moura        | António Costa          | Škoda Fabia Rally2 evo  | Ricardo Moura             | +1:09.7   | 19+5   |
| 5                        | Mikołaj Marczyk      | Szymon Gospodarczyk    | Škoda Fabia Rally2 evo  | Orlen Team                | +3:05.0   | 17     |
| 6                        | Umberto Scandola     | Danilo Fappani         | Hyundai i20 R5          | Hyundai Rally Team Italia | +4:03.0   | 15+1   |
| 7                        | Luís Rego Jr         | Jorge Henriques        | Škoda Fabia Rally2 evo  | Luís Rego Jr              | +5:19.7   | 13     |
| 8                        | Benito Guerra Jr.    | Daniel Cué             | Škoda Fabia Rally2 evo  | Benito Guerra Jr.         | +6:50.3   | 11     |
| 9                        | Rafael Botelho       | Rui Raimundo           | Škoda Fabia R5          | Rafael Botelho            | +9:25.9   | 9      |
| 10                       | Javier Pardo Siota   | Adrián Pérez Fernández | Suzuki Swift R4LLY S    | Suzuki Motor Ibérica      | +13:21.6  | 7      |
| 11                       | Luis Vilariño García | José Murado González   | Škoda Fabia Rally2 evo  | Luis Vilariño García      | +15:45.1  | 5      |
| 12                       | Victor Cartier       | Fabien Craen           | Toyota Yaris Rally2-Kit | Victor Cartier            | +17:13.2  | 4      |
| 13                       | Bruno Amaral         | Rui Medeiros           | Ford Fiesta R5          | Bruno Amaral              | +18:06.2  | 3      |
| 14                       | Dmitry Feofanov      | Normunds Kokins        | Suzuki Swift R4         | Dmitry Feofanov           | +20:30.3  | 2      |
| 15                       | Joan Vinyes          | Jordi Mercader         | Suzuki Swift R4LLY S    | Suzuki Motor Ibérica      | +20:49.9  | 1      |
| Fuente: ewrc-results.com |                      |                        |                         |                           |           |        |

## Clasificaciones tras el rally
| Posición | Piloto            | Puntos | Cambios de posición |
| -------- | ----------------- | ------ | ------------------- |
| 1        | Andreas Mikkelsen | 136    | Sin cambios         |
| 2        | Efrén Llarena     | 102    | Crecimiento         |
| 3        | Mikołaj Marczyk   | 95     | Decrecimiento       |
| 4        | Alexey Lukyanuk   | 67     | Sin cambios         |
| 5        | Norbert Herczig   | 67     | Sin cambios         |

| Posición | Equipo              | Puntos | Cambios de posición |
| -------- | ------------------- | ------ | ------------------- |
| 1        | Toksport WRT        | 297    | Sin cambios         |
| 2        | Rally Team Spain    | 235    | Sin cambios         |
| 3        | Porvoon Autopalvelu | 107    | Sin cambios         |
| 4        | Orlen Team          | 107    | Crecimiento         |
| 5        | Yacco ACCR Team     | 98     | Decrecimiento       |